# Mende (Hungria)
Mende é um município da Hungria, situado no condado de Peste. Tem 27,15 km² de área e sua população em 2015 foi estimada em 4.149 habitantes.